# ᵁ
ᵁ, appelé U majuscule en exposant, U majuscule supérieur ou lettre modificative majuscule U, est un symbole phonétique utilisé dans certaines versions de l’alphabet phonétique ouralique. Elle est composée d’un U majuscule mis en exposant. Elle n’est pas à confondre avec la petite capitale u en exposant ‹ ᶸ ›.

## Utilisation
Au Canada, le U majuscule en exposant est parfois utilisé dans le nom de la réserve de parc national Akami-Uapishkᵘ–KakKasuak–Monts-Mealy avec le nom innu-aimun des monts Mealy transcrit « Uapishkᵁ » au lieu de « Uapishkᵘ ».

## Représentations informatiques
La lettre modificative majuscule U peut être représenté avec les caractères Unicode suivants (Latin étendu – extensions phonétiques) :
| formes       | représentations | chaînes de caractères | points de code | descriptions                    | note                            |
| ------------ | --------------- | --------------------- | -------------- | ------------------------------- | ------------------------------- |
| modificative | ᵁ               | ᵁ                     | U+1D41         | lettre modificative majuscule u | codé pour le symbole phonétique |

## Sources
- (en) Finlande, Irlande, Norvège ISO/IEC JTC1/SC2/WG2, Uralic Phonetic Alphabet characters for the UCS (no N2419, L2/02-141), 20 mars 2002 (lire en ligne)
- (de) Eliel Lagercrantz, Lappischer Wortschatz, vol. 1-2, Helsinki, Suomalaisugrilainen seura, coll. « Lexica Societatis Fenno-ugricae » (no 6), 1939